# 브워지미에시 치모셰비치
브워지미에시 치모셰비치(Włodzimierz Cimoszewicz, 폴란드어 발음: [vwɔˈd͡ʑimʲɛʂ t͡ɕimɔˈʂɛvʲit͡ʂ], 1950년 9월 13일, 폴란드 바르샤바 ~)는 폴란드의 정치인이다. 좌익 정당 민주 좌파 연합 (Democratic Left Alliance)의 구성원으로, 1996년 2월부터 1997년 10월까지 총리를 지냈으며, 레세크 밀레르 (Leszek Miller) 정부 (2001년~2004년) 와 마레크 벨카 정부 (2004년~2005년) 정부의 외무장관, 2005년 1월부터 10월까지 폴란드 하원 (Sejm) 의장을 지냈다. 1990년 폴란드 대통령 선거에서 좌파 후보로 나왔으며 (9%의 득표를 받음.), 2005년 대통령 선거에서는 선거 전에 출마를 철회하고, 정계에서 물러날 것을 약속하였다.
2007년 폴란드 의회 선거에서 정계에 복귀해, 무소속 후보로 상원 의석을 획득하였다. 총리 시절인 1996년, 대한민국을 방문해 당시 대한민국 국무총리인 이수성과 회담을 치렀다.

## 역대 선거 결과
| 선거명      | 직책명                            | 대수 | 정당                     | 1차 득표율 | 1차 득표수  | 2차 득표율 | 2차 득표수 | 결과         | 당락                         |
| ----------- | --------------------------------- | ---- | ------------------------ | ---------- | ----------- | ---------- | ---------- | ------------ | ---------------------------- |
| 1989년 선거 | 하원의원 (바르샤바 제10선거구)    | 10대 | 폴란드 통일노동자당      | 18.69%     | 23,398표    | 52.56%     | 34,952표   | 1위          | 바르샤바 하원의원 당선       |
| 1990년 선거 | 폴란드의 대통령                   | 2대  | 폴란드 공화국 사회민주당 | 9.21%      | 1,514,025표 |            |            | 4위          | 낙선                         |
| 1991년 선거 | 하원의원 (바르샤바 제25선거구)    | 1대  | 민주좌파연합             | 16.35%     | 52,677표    |            |            | 비례대표 1번 | 바르샤바 하원의원 당선       |
| 1993년 선거 | 하원의원 (바르샤바 제4선거구)     | 2대  | 민주좌파연합             | 20.34%     | 51,710표    |            |            | 비례대표 1번 | 바르샤바 하원의원 당선       |
| 1997년 선거 | 하원의원 (바르샤바 제4선거구)     | 3대  | 민주좌파연합             | 20.67%     | 53,958표    |            |            | 비례대표 1번 | 바르샤바 하원의원 당선       |
| 1998년 선거 | 하원의원 (포들라스키에 제5선거구) | 1대  | 민주좌파연합             | 39.91%     | 23,436표    |            |            | 1위          | 포들라스키에주 하원의원 당선 |
| 2001년 선거 | 하원의원 (바르샤바 제24선거구)    | 4대  | 민주좌파연합             | 18.06%     | 71,819표    |            |            | 비례대표 1번 | 바르샤바 하원의원 당선       |
| 2007년 선거 | 상원의원 (바르샤바 제23부)        | 7대  | 무소속                   | 37.86%     | 175,839표   |            |            | 1위          | 바르샤바 상원의원 당선       |
| 2011년 선거 | 상원의원 (바르샤바 제61부)        | 8대  | 무소속                   | 49.83%     | 39,095표    |            |            | 1위          | 바르샤바 상원의원 당선       |
| 2019년 선거 | 유럽의원 (바르샤바 선거구)        | 9대  | 유럽 연정                | 15.86%     | 219,677표   |            |            | 비례대표 1번 | 바르샤바 유럽의원 당선       |